# Aalborg Nærbane
| Bahnhof Støvring |                      |                                 |                                 |
| Streckennummer: | Banedanmark 25       |                                 |                                 |
| Kursbuchstrecke: | DSB 70               |                                 |                                 |
| Streckenlänge: | 29 km                |                                 |                                 |
| Spurweite: | 1435 mm (Normalspur) |                                 |                                 |
| Zweigleisigkeit: | Lindholm–Skørping    |                                 |                                 |
| |                      |                                 |                                 |
| Aalborg Nærbane |                      |                                 |                                 |
| \| \| \| Hauptstrecke nach Frederikshavn \| \| \| \| Lindholm \| \| \| \| Limfjord \| \| \| \| Aalborg Vestby \| \| \| \| Aalborg \| \| \| \| Skalborg \| \| \| \| Svenstrup \| \| \| \| Støvring \| \| \| \| Skørping \| \| \| \| Hauptstrecke nach Randers \| |                      |                                 |                                 |
| Strecke |                      | Hauptstrecke nach Frederikshavn | Hauptstrecke nach Frederikshavn |
| Bahnhof |                      | Lindholm                        | Lindholm                        |
| Brücke über Wasserlauf |                      | Limfjord                        | Limfjord                        |
| Haltepunkt / Haltestelle |                      | Aalborg Vestby                  | Aalborg Vestby                  |
| Bahnhof |                      | Aalborg                         | Aalborg                         |
| Haltepunkt / Haltestelle |                      | Skalborg                        | Skalborg                        |
| Haltepunkt / Haltestelle |                      | Svenstrup                       | Svenstrup                       |
| Haltepunkt / Haltestelle |                      | Støvring                        | Støvring                        |
| Bahnhof |                      | Skørping                        | Skørping                        |
| Strecke |                      | Hauptstrecke nach Randers       | Hauptstrecke nach Randers       |

Aalborg Nærbane ist eine lokale dänische Bahnlinie, die sieben Bahnstationen im Gebiet um Aalborg am Limfjord verbindet. Dabei werden die vorhandenen Gleise im Mischverkehr mit anderen Zügen genutzt. 
Nærbane war 1999 eine verkehrspolitische Entscheidung durch die Socialdemokraterne, Det Radikale Venstre, Socialistisk Folkeparti und Enhedslisten. In dieser Vereinbarung wurde die Finanzierung geregelt. Am 14. Dezember 2003 wurde die Verbindung eröffnet.

## Zugbetrieb
Die Linie benutzt 29 Kilometer der Bahnstrecke Frederikshavn–Aalborg von Lindholm im Norden und die Bahnstrecke Randers–Aalborg bis Skørping im Süden. Es verkehren von Montag bis Samstag zwei Züge pro Stunde, von denen einer eine InterCity-Verbindung nach Kopenhagen ist, während der andere Nærbane-Zug bis zum 5. August 2017 eine MR-Einheit war. Sonntags bestand nur eine stündliche Verbindung durch die InterCity-Verbindung. Diese Fahrplangestaltung war mit einer Verlängerung der IC-Fahrzeit um wenige Minuten auf der Strecke zwischen Randers und Frederikshavn verbunden.
Am 6. August 2017 wurde der Region Nordjütland die Verantwortung des Nahverkehrs vom Staat übertragen. Dadurch übernahmen Nordjyske Jernbaner den Regionalzugbetrieb auf der gesamten Bahnstrecke Frederikshavn–Aalborg und weiter über die Bahnstrecke Randers–Aalborg bis Skørping von den Danske Statsbaner (DSB). Dazu wurden weitere 13 neue Alstom LINT 41-Züge beschafft, die seither mit den Desiro-Zügen der Gesellschaft die gesamte Relation Skagen–Skørping und die Bahnstrecke Hjørring–Hirtshals bedienen und die MR-Triebwagen der DSB ablösten.

## Strecke
Die Linie befährt den Streckenabschnitt von Skørping im Süden über den heutigen Bahnhof Aalborg bis zur neu errichteten Station Lindholm. Die Bahnhöfe und Haltepunkte in Nørresundby (Haltepunkt Lindholm), Støvring, Skalborg und Svenstrup waren bereits früher Haltestellen, die in den 1970er Jahren wegen der niedrigen Zahl von Fahrgästen stillgelegt wurden.

## Baukosten
Der Bau der Nærbane kostete etwa 125 Millionen Kronen, die vom Staat, von Aalborg Kommune und Støvring Kommune finanziert wurden. Der Staat übernahm die Kosten für die bahntechnischen Anlagen und die Fahrzeuge, die Gemeinden finanzierten die Zufahrtswege und Parkplätze. Für die Stationen wurden folgende Summen aufgewendet: Lindholm (11 Mio. Kr.), Aalborg Vestby (21 Mio. Kr.), Skalborg (7 Mio. Kr.), Svenstrup (5 Mio. Kr.) und Støvring (7 Mio. Kr.). Aalborg Kommune investierte 15 Mio. Kr. sowie Støvring 5 Mio. Kr. für Bahnhofsumbauten.
Die Investitionssumme beinhaltete außerdem den fiktiven Kauf eines IC3-Zuges. Nærbane-Züge mussten nicht beschafft werden, da die zu dem Zeitpunkt bereit 25 Jahre alten MR-Einheiten an anderer Stelle überflüssig geworden waren.

## Auswirkungen
Nordjyllands Trafikselskab (NT) bediente vor der Eröffnung den Busverkehr von Svenstrup und Støvring nach Aalborg. Erste Schätzungen vor der Inbetriebnahme der Verbindung gingen von etwa 220.000 Fahrgästen aus, die statt den Bus den Zug benutzen würden. Vorläufige Analysen zeigen, dass das größte Fahrgästeaufkommen mit der bestehenden Strecke abgedeckt ist. Es gibt jedoch Befürworter einer Verlängerung der Strecke nach Brønderslev im Norden und nach Arden im Süden.